# Амманфорд
Амманфорд (валл. Rhydaman) — город и община в графстве Кармартеншир, Уэльс, с населением 5,411 (по переписи на 2011 год). Амманфорд бывший шахтерский город и служит в качестве основного торгового центра во многих деревнях и окрестностях. По данным переписи населения 2001 года, 75,88 % населения являются компетентными в валлийском языке, по сравнению с примерно 61 % в Кармартеншире в целом и 21,8 % в Уэльсе в целом.

## Спорт
В городе есть одноимённый регбийный клуб, выступающий в Первом дивизионе «Запад» чемпионата Уэльса и являющийся фарм-клубом команды «Скарлетс», играющей в международном чемпионате Про14.